# Jan Hidde Kruize
Jan Hidde Kruize (Den Haag, 30 september 1961) is een voormalig Nederlands tophockeyer, die 95 interlands (31 doelpunten) speelde voor de Nederlandse hockeyploeg. Met deze ploeg werd hij Europees kampioen. Ook nam hij tweemaal deel aan de Olympische Spelen en won hierbij in totaal één medaille.
De aanvaller van HC Klein Zwitserland maakte zijn debuut op 10 december 1982 in het eerste duel van een zevenlandentoernooi in Melbourne. Tegenstander die dag was Maleisië, dat met 5-1 werd verslagen. Hij werd in 1983 Europees kampioen. Ook nam deel aan twee Olympische Spelen: Los Angeles 1984 en Seoel 1988. Zijn laatste interland speelde hij op 28 januari 1990: Spanje-Nederland (3-3) op Málaga, met twee doelpunten van Kruize. 
Zijn broers Hans en Ties en zus Elske speelden eveneens voor het Nederlands elftal, net als hun vader Roepie Kruize.
Peter van Asbeck · 
Ewout van Asbeck · 
Lex Bos · 
Roderik Bouwman · 
Cees Jan Diepeveen · 
Theodoor Doyer · 
Maarten van Grimbergen · 
Arno den Hartog · 
Tom van 't Hek · 
Pierre Hermans · 
René Klaassen · 
Hans Kruize · 
Jan Hidde Kruize · 
Ties Kruize · 
Eric Pierik · 
Ron Steens ·
Coach: Wim van Heumen
Marc Benninga · 
Floris Jan Bovelander · 
Jacques Brinkman · 
Maurits Crucq · 
Marc Delissen · 
Cees Jan Diepeveen · 
Patrick Faber · 
Taco van den Honert · 
Ronald Jansen · 
René Klaassen · 
Hendrik Jan Kooijman · 
Jan Hidde Kruize · 
Frank Leistra · 
Erik Parlevliet · 
Gert Jan Schlatmann · 
Tim Steens ·
Coach: Hans Jorritsma